# Last Night
Last Night je osmé studiové album amerického hudebníka Mobyho. První singl z alba nazvaný „Disco Lies“ byl vydán 21. ledna 2008. Album samotné vydalo dne 29. března téhož roku hudební vydavatelství Mute Records. V listopadu téhož roku vyšla remixovaná verze alba. Jeho producentem byl Moby a podíleli se na něm například Grandmaster Caz, Sylvia Gordon a Wendy Starland.

## Seznam skladeb
| Pořadí | Název                  | Délka |
| ------ | ---------------------- | ----- |
| 1.     | Ooh Yeah               | 5:18  |
| 2.     | I Love to Move in Here | 4:45  |
| 3.     | 257.Zero               | 3:38  |
| 4.     | Everyday It's 1989     | 3:40  |
| 5.     | Live for Tomorrow      | 4:02  |
| 6.     | Alice                  | 4:27  |
| 7.     | Hyenas                 | 3:35  |
| 8.     | I'm in Love            | 3:43  |
| 9.     | Disco Lies             | 3:23  |
| 10.    | The Stars              | 4:21  |
| 11.    | Degenerates            | 3:58  |
| 12.    | Sweet Apocalypse       | 5:19  |
| 13.    | Mothers of the Night   | 3:19  |
| 14.    | Last Night             | 4:53  |
| 15.    | Lucy Vida              | 3:54  |